# سفارة لبنان في كندا
سفارة لبنان في كندا هي أرفع تمثيل دبلوماسي لدولة لبنان لدى كندا. تقع السفارة في أوتاوا وهي تهدف لتعزيز المصالح اللبنانية في كندا.

## وصلات خارجية
- الموقع الرسمي
- قائمة سفارات لبنان
- قائمة السفارات في كندا